# Třída Canarias
Třída Canarias byla třída těžkých křižníků španělského námořnictva. Celkem byly dle britského projektu postaveny dvě jednotky. Jedna byla potopena za občanské války a druhá vyřazena.

## Stavba
Celkem byly postaveny dvě jednotky této třídy, zařazené do služby v letech 1936–1937. Jednalo se o upravenou verzi britských těžkých křižníků třídy Kent, jejíž stavbou byla pověřena loděnice SECN ve Ferrolu, která byla španělskou pobočkou koncernu Vickers-Armstrongs.
Jednotky třídy Canarias:
| Jméno    | Založení kýlu | Spuštěna        | Vstup do služby | Osud |
| -------- | ------------- | --------------- | --------------- | --- |
| Canarias |               | 28. května 1931 | 1936            | Nasazen frankisty ve španělské občanské válce. Vyřazen 1975.                                                      |
| Baleares |               | 20. dubna 1932  | 1937            | Nasazen frankisty ve španělské občanské válce. Potopen torpédy republikánských torpédoborců v bitvě u mysu Palos. |

## Konstrukce

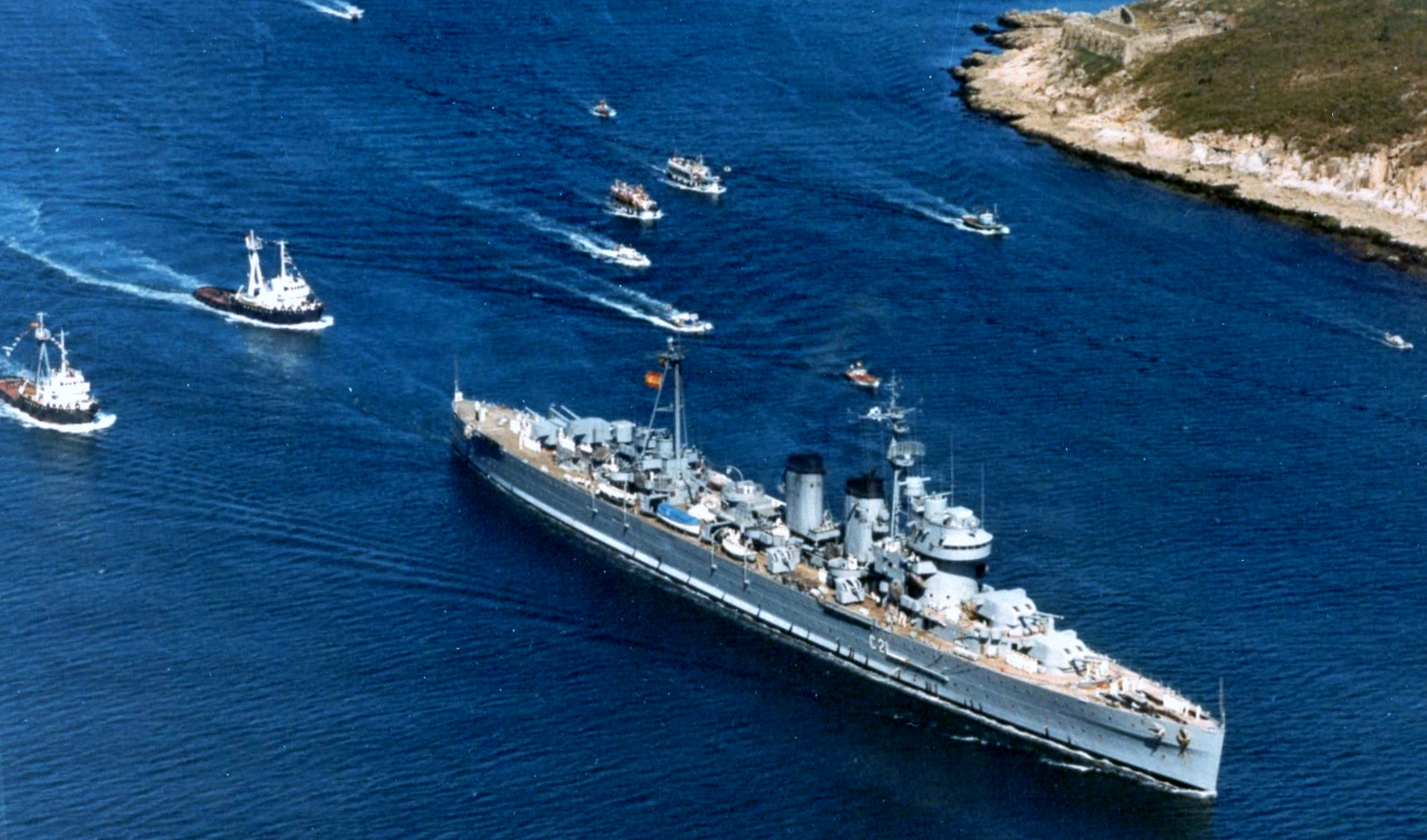
Canarias pluje k sešrotování

Od svého britského vzoru se třída Canarias lišila například moderně pojatým můstkem, odlišným tvarem nástaveb a použitím pouze jednoho komínu. Plánovaná výzbroj křižníků byla následující – osm 203mm kanónů ve dvoudělových věžích, osm 120mm kanónů, osm 40mm kanónů, čtyři 12,7mm kulomety a čtyři trojhlavňové 533mm torpédomety. Pancéřování tvořily boky silné 51 mm boky, 37mm silná paluba a čela dělových věží silné 25 mm. Do války byla plavidla nasazena bez této kompletní výzbroje, jejíž složení se během služby měnilo. Například Baleares zprvu chyběly obě zadní dělové věže.
Pohonný systém tvořily čtyři turbíny Parsons a osm kotlů Yarrow. Nejvyšší rychlost lodí byla 33 uzlů.